# Теландье, Жорж
Жорж Теландье (фр. Georges Taillandier) — французский велогонщик, чемпион летних Олимпийских игр 1900.
На Играх Теландье соревновался только в спринте. Не проиграв ни одного заезда, он занял в финале первое место и выиграл золотую медаль.